# Max Lyan
Max Lyan, pseudonyme de Berthe Serres, devenue Berthe Nolé après son mariage, née le 17 octobre 1857 à Mazères et morte le 18 janvier 1933 à Paris 18e, est une femme de lettres française. Active dans les années 1890-1900, elle a publié des nouvelles et quelques romans mineurs, mais appréciés de son temps.

## Biographie

### Famille
Marie Orélie Alexandrine Berthe Serres naît en 1857, à Mazères, en Ariège, fille d'Esprit Thérèse Octave Maximin Serres et Jeanne Marie Victorine Delboy. Vers décembre 1877, encore mineure, elle épouse Jean Marie Charles Nolé, avocat. Ils ont deux enfants : un fils, Maxime Nolé, en 1881, et Juliette Nolé, en 1883.
Charles Nolé, devenu magistrat puis conseiller à la cour d'appel de Toulouse, décède à Toulouse en 1893.
En 1910, sa fille Juliette est adoptée par Henri Nolé. Elle se marie à Villefranche-de-Lauragais et sa mère (absente ?) est simplement dite « sans profession et demeurant à Paris »[réf. nécessaire].

### Carrière
Berthe Nolé s'installe à Paris après la mort de son mari en 1893 et se consacre à l'activité littéraire, amorcée un peu plus tôt avec son roman La Fée des Chimères, publié en 1891 sous le pseudonyme masculin de Max Lyan (parfois Mme Max Lyan).
Elle publie des nouvelles dans la presse — par exemple Hors l'amour et Histoire d'une femme en 1902 ou L'amour sans ailes en 1903 (feuilletons parus dans La Fronde) ou encore Un pickpocket dans Le Radical du 15 janvier 1907 —  et plusieurs romans centrés sur des héroïnes féminines confrontées à l'amour, qui lui valent une certaine réputation. En 1901, elle est présentée par son éditeur comme « le psychologue subtil des âmes féminines ». 
Max Lyan reçoit plusieurs prix, comme le prix Montyon de l'Académie française pour La Vocation de sœur Extase en 1901, le prix Balzac de la Société des gens de lettres en décembre 1908, et un prix de 250 F de la Société des gens de lettres en décembre 1923.
Domiciliée 25 rue Lemercier, elle meurt, veuve, en 1933, à l'hôpital Bichat,.

### Critiques
En 1890, dans Le Massacre des amazones, Han Ryner 1890 salue « la vaste harmonie du talent de Max Lyan, — un des moins connus et le plus beau peut-être des talents féminins d’aujourd’hui » et Paul de Froment de Beaurepaire écrit, dans Le Feu follet en 1899 : « Et je crois bien que, des femmes écrivains contemporains, Max Lyan est la plus grande. ».
À propos de La Fée des chimères, que l'éditeur présente comme un « récit dans lequel, sous une allégorie gracieuse, l'auteur place le bonheur de la vie dans l'amour et dans le dévouement aux autres », Han Ryner note « le charme inquiet » et « la jolie ironie délicatement triste qui fait sourire » et évoque un « récit exquis de l'amour désillusionné d'une jeune fille devenue une vielle fille douce et résignée ». Au sujet de Cœur d'enfant, « un roman douloureux d'une fillette orpheline emprisonnée dans un couvent », il relève « la simplicité directe et franche » et « la vérité humble, tendre, douloureuse, qui nous émut ».
En 1899, Follement et toujours, « récit passionné de l'amour absolu qu'une femme merveilleusement belle garde jusqu'à la mort à un noble prêtre, jeune et beau, auquel elle a donné son cœur depuis l'enfance », reçoit une critique sévère de La Fronde, qui lui reproche le manque de réalisme du roman (« la plus romanesque et la plus démodées des histoires »), mais tempère en notant dans sa conclusion que Max Lyan « a en elle un bien doux et bien joli talent d'écrivain mais elle l'exploite mal ». En revanche, Han Ryner apprécie, malgré quelques réticences sur l'emphase et l'artifice du propos, « ce livre, d’une fougue adroite et rythmée ».
En 1900, La Vocation de sœur Extase est appréciée par la critique de La Fronde qui y voit « un goût très sûr et très délicat, une émotion surabondante » et une mise en garde contre l'exaltation passagère de la vocation religieuse : « Le couvent de Max-Lyan est tout simplement un petit enfer, où la malheureuse Lila, qui n'a fait que pleurer toute sa vie, expire en riant aux éclats dans un accès de fièvre délirante ». La critique de La revue Le Feu Follet est également très favorable et l'auteur reçoit en 1901 le prix Montyon.
Plume au vent lui vaut un long article plutôt élogieux dans La Fronde : « Mme Max Lyan parle une jolie langue limpide et imagée, aucune thèse n'alourdit le récit de ses claires données, elle narre spécialement des histoires de jeunes filles, et le couvent est le lieu favori où se développe son action » et le critique du journal Le Rappel évoque « le charme captivant et séduisant » du roman.

## Œuvres
- La Fée des chimères, Paris, A. Lemerre, 1891
- Cœur d'enfant, Paris, Société libre d'édition des gens de lettres, 1897
- Follement et toujours, Paris, Société libre d'édition des gens de lettres, 1898
- La Vocation de sœur Extase, Paris, Imprimeries réunies, 1900 : prix Montyon de l'Académie française[8]
- Plume au vent, Paris, Calmann-Lévy, 1901